# 里卡多·高拉特
里卡多·高拉特·佩雷拉（葡萄牙語：Ricardo Goulart Pereira，葡萄牙語發音：[ʁiˈkaʁdu ɡuˈlaʁ peˈʁejʁɐ]，1991年5月5日—）是一名已退役的巴西足球运动员，出生于巴西一个足球世家，父亲曾为职业球员，叔叔为青训教练。

## 职业生涯

### 俱乐部生涯

#### 巴西
高拉特出道于巴乙圣安德烈队，2009-2010两个赛季司职中场核心，出战34场攻入6球；2011赛季租借至巴甲巴西国际队，出战18场攻入5球；2012赛季租借至戈亚斯队，出战63场攻入25球，带领球队夺得巴乙联赛冠军；2013赛季，高拉特正式转会至巴甲劲旅克鲁塞罗，出战33场攻入10球助攻5次，帮助克鲁塞罗队时隔10年重夺巴甲冠军；2014赛季，高拉特出战26场攻入15球助攻5次，且15粒进球全部来自运动战，成为球队头号射手，并高居巴甲射手榜第二，帮助球队再次卫冕巴甲冠军，个人也入选赛季巴甲联赛最佳阵容，并在巴西《记分牌》的评选中被球迷投票获得巴甲联赛金球奖；在2014赛季解放者杯赛中，出战9场攻入4球助攻2次。

#### 廣州恒大
2015年1月13日，中国足球超级联赛球队广州恒大宣布以1500万欧元的身价和高拉特签约四年。 他的身价打破中国职业联赛的转会纪录，成为首名转会费超过一亿人民币的球员。2月14日，他在2015年中国足球协会超级杯对阵山东鲁能泰山的比赛替补雷内出场，首次代表广州队出场。他在点球决胜中罚进点球，但广州恒大最终3比5不敌对手。 2月25日，他在2015年亚足联冠军联赛小组赛第一轮对阵首尔FC的比赛中射进加盟球队首球，帮助广州恒大1比0击败对手。 3月3日，他在小组赛第二轮上演帽子戏法，帮助球队客场3比2击败西悉尼漫游者。2015年3月9日中超首轮对石家庄攻入1球。3月14日客场对重庆力帆攻入1球。 3月18日亚冠对日本鹿岛鹿角攻进2球。
2015年更帮助广州恒大夺得亚洲冠军联赛的冠军。
2016年2月22日，广州恒大俱乐部官方宣布，与队内王牌外援高拉特续约4年，后者将为恒大效力至2020年。
在2016的超级杯中凭借他的两粒进球帮助恒大击败江苏苏宁夺得超级杯的冠军。
2019年1月，高拉特重返巴西租借加盟帕尔梅拉斯足球俱乐部。2020年7月19日，河北华夏幸福官宣高拉特租借加盟球队。
2022年1月，高拉特表示自己已與廣州隊解約，回到巴西與桑托斯簽下兩年合同。2月16日，廣州足球俱樂部發布公告，與五名歸化球員高拉特、費南多、艾克森、洛國富和阿蘭終止合約。

### 巴伊亚
2022年8月1日，巴伊亚竞技俱乐部确认签下高拉特，合同有效期至巴乙联赛结束。

### 国家队生涯
2014年8月19日，高拉特被巴西国家足球队新任主教练邓加召入国家队，备战对哥伦比亚和厄瓜多尔的友谊赛。 9月9日，他在巴西1比0击败厄瓜多尔的比赛上演国家队首秀。

## 個人生活
2009年，高拉特結婚。
高拉特的哥哥祖連奴也是位足球員，曾效力于美国大联盟球队洛杉矶银河，現擔任青訓教練。
2019年7月17日，高拉特加入中國國籍。2023年1月，高拉特在与巴西俱乐部巴伊亚竞技俱乐部续约的新闻发布会上确认放弃中国国籍，恢复原巴西国籍。

## 外部連結
- 里卡多·高拉特的Instagram帳戶
- Ricardo Goulart球員檔案 （页面存档备份，存于）